# Gaertnera cuneifolia
Gaertnera cuneifolia là một loài thực vật có hoa trong họ Thiến thảo. Loài này được Bojer mô tả khoa học đầu tiên năm 1837.